# Tarquinia
Pour les articles homonymes, voir Tarquinia (homonymie).
Tarquinia ou Tarquinies en français est une commune italienne d'environ 16 280 habitants, située dans la province de Viterbe, dans la région Latium, en Italie centrale. 
Pour ses vestiges étrusques elle est inscrite sur la liste du patrimoine mondial de l'humanité établie par l'UNESCO (voir Nécropole de Monterozzi).

## Toponymie
Jusqu'en 1872, Tarquinia s'appelait Corneto, puis en 1922 elle prit le nom de Corneto Tarquinia, et maintenant elle est nommée simplement Tarquinia, en référence à ce qu'elle fut, la Tarquinii, l'une des douze cités étrusques réunies dans la dodécapole d'Étrurie.

## Géographie
Tarquinia est située sur une colline de 132 m d'altitude, près de la Via Aurelia, dans la Maremme (Lazio Maremma).

## Histoire
Tarquinia était l'une des plus anciennes et des plus importantes cités de la dodécapole étrusque. Elle a donné à Rome la dynastie semi-légendaire des rois étrusques : Tarquin l'Ancien, Servius Tullius et Tarquin le Superbe (fin des septième et sixième siècles avant notre ère). Par la suite, Tarquinia est entrée plusieurs fois en guerre avec Rome et a été finalement soumise (Conquête romaine de l'Étrurie).
Sur le littoral de Tarquinia s'est développée la colonie maritime de Gravisca, qui jusqu'à la fondation de Centumcellae (aujourd'hui Civitavecchia) par l'empereur Trajan au deuxième siècle de notre ère, a représenté le port principal de l'Étrurie méridionale, abandonné ensuite en raison des raids des pirates sarrasins au début du Moyen Âge. 
Au Ve siècle, Tarquinia passa sous l'autorité de l'Ostrogoth Théodoric. Dans la deuxième moitié du VIe siècle, la région est devenue une partie du duché lombard de Tuscie. Dans la seconde moitié du VIIIe siècle, la Tuscia, acquise par les carolingiens, est donnée au pontife dans le cadre de la création des États de l'Église. 
La région s'est dépeuplée. À la fin du Moyen Âge, la ville antique est réduite à un château fortifié. À partir de ce petit noyau premier, le centre médiéval de Corneto se développera aux XIe et XIIe siècles. 
Au XIIIe siècle, le territoire de Corneto était l'un des grands producteurs et exportateurs de blé en Italie. L'ancien port de Gravisca reprit vie. En 1435, le pape Eugène IV éleva Corneto au rang de civitas et siège d'évêché, en récompense des mérites du cardinal Vitelleschi, originaire de Corneto, qui avait rétabli la domination papale sur l'état de l'Église.
Corneto a perdu au XVe siècle sa fonction de port du haut Latium au profit de Civitavecchia, ce qui a provoqué un déclin économique et démographique progressif du territoire, de plus en plus touché par le paludisme à cause des marais côtiers.
Avant la Seconde Guerre mondiale, la région fut affectée par le programme d'assainissement des terres par le régime fasciste, suivi de la réforme agraire de 1950 et de l'élimination des latifundia: ces deux mesures contribuèrent à la relance du secteur agricole et à un développement industriel éphémère, attirant une importante immigration interne, surtout des Marches. À partir des années 1960, le tourisme balnéaire s'est également développé.

## Monuments et patrimoine
Proche de la ville moderne de  Tarquinia, les archéologues ont mis au jour depuis le XIXe siècle, sur le site de Monterozzi, une importante nécropole de plus de 6 000 tombes (dont plus de 200 peintes), comportant, encore visibles sur le site, de célèbres fresques  : la tombe des Taureaux, la tombe des Lionnes, la tombe des Chasseurs, la tombe de la Fustigation...
Les vestiges étrusques de ces tombes sont rassemblés dans le musée archéologique national de Tarquinia situé dans un palais (le palazzo Vitelleschi) de la ville médiévale. Plusieurs tombes ont été reconstituées exposant les fresques transférées  du Triclinium, des Biges, des Léopards, des Olympiades.
- Cathédrale de Tarquinia

## Administration
| Période                                  | Période  | Identité      | Étiquette       | Qualité |
| ---------------------------------------- | -------- | ------------- | --------------- | ------- |
| 12 juin 2007                             | En cours | Mauro Mazzola | Centro-Sinistra |         |
| Les données manquantes sont à compléter. |          |               |                 |         |

### Hameaux
Lido di Tarquinia, Marina Velca, Pineta Spinicci

### Communes limitrophes
Allumiere, Civitavecchia, Montalto di Castro, Monte Romano, Tolfa, Tuscania

### Évolution démographique
Habitants recensés

## Personnalités liées à la commune
- Tarquin l'Ancien, roi de Rome, y est né au VIIe siècle av. J.-C.
- Alphonse de Poitiers, y serait mort en 1271
- Giovanni Maria Vitelleschi (... - 1440), cardinal et condottiere, né dans la ville.
- Roberto Matta, peintre
- Bruno Elisei, peintre
- Vincenzo Cardarelli
- Adriano di Castello
- Marie Crucifiée Costantini
- Marco Del Lungo
- Giovanni Francesco Falzacappa
- Lucie Filippini
- Sergio Guerri
- Ludovico Magrini
- Giuseppe Petrosellini
- Angelo Quaglia
- Bartolomeo Vitelleschi
- Giovanni Maria Vitelleschi

## Jumelages
- Jaruco (Cuba)
- Rabat (Malte)